# Xangelina submetallica
Xangelina submetallica är en tvåvingeart som först beskrevs av Friedrich Hermann Loew 1862.  Xangelina submetallica ingår i släktet Xangelina och familjen lövflugor. Inga underarter finns listade i Catalogue of Life.